# Diego Hoces

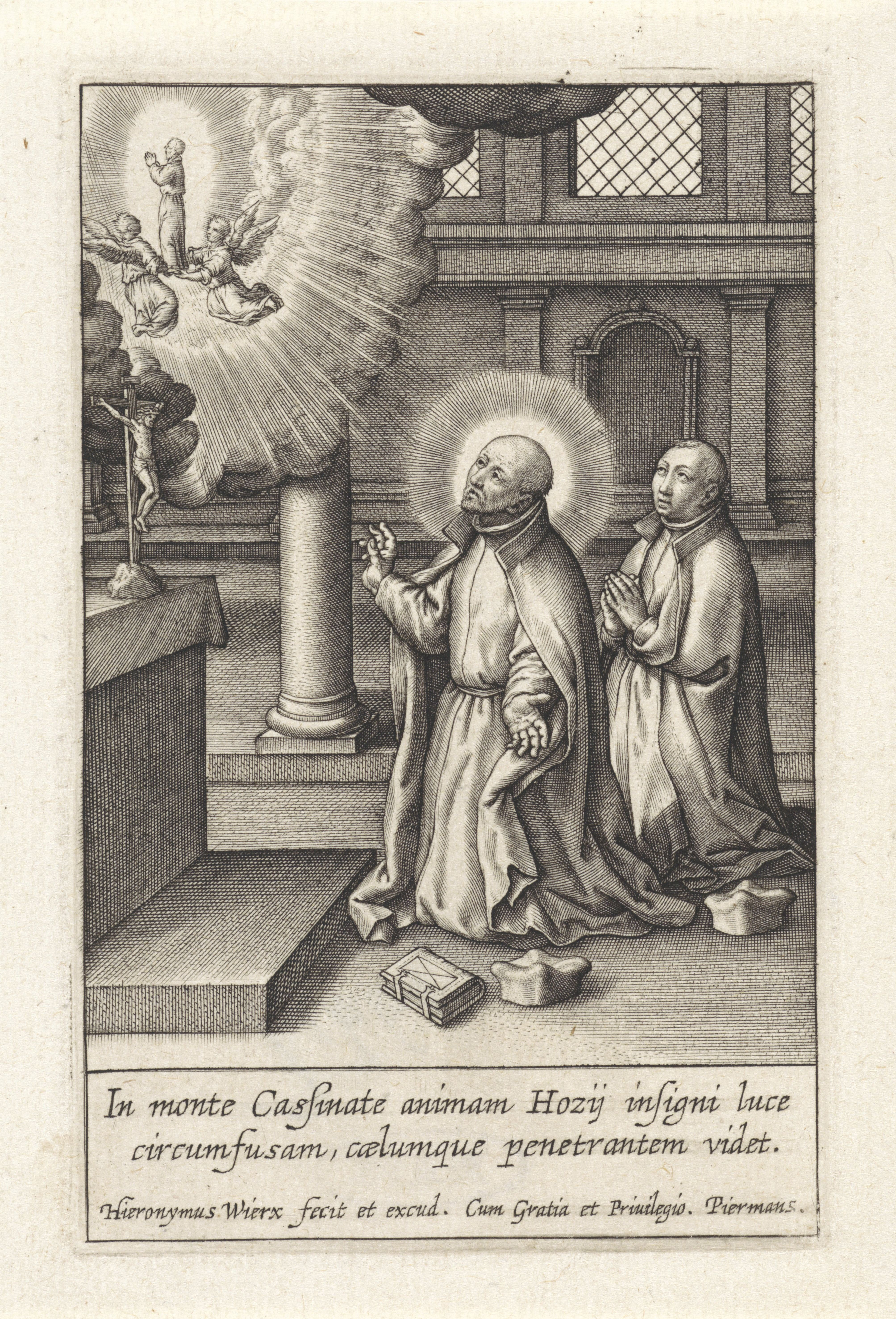
Ignatius van Loyola ziet Diego Hoces' ziel ten hemel gaan. 17e-eeuwse gravure van Hieronymus Wierix in een 19e-eeuws boek.

Diego Hoces (Malaga, circa 1490 – Padua, 13 maart 1538) was een Spaanse jezuïet in de beginjaren voor de oprichting der jezuïeten door Ignatius van Loyola. Zijn naam in het Latijn was Hozius.

## Levensloop
Hoces had Ignatius van Loyola al in Spanje ontmoet en was begeesterd door zijn ideaal voor de oprichting van wat pas in 1540, na Hoces' dood, de Jezuïetenorde werd.
In Parijs kwam Hoces met gelijkgezinden samen. Zij legden plechtig een eed af in de kerk Saint-Pierre de Montmartre op de heuvel Montmartre in Parijs. Ze zouden samen naar het Heilig Land op pelgrimstocht gaan. Om deze reden troffen zij elkaar alsook Ignatius van Loyola aan in de havenstad Venetië (1536-1537), hoofdstad van de republiek Venetië. De reis naar het Heilig Land ging niet door. Ignatius van Loyola trok naar Monte Cassino en de anderen gingen al predikend, twee per twee, door het Venetiaanse land. Paus Paulus III verleende hen het recht de biecht te horen bij de Venetianen. Hoces trok samen op met Jean Codure, een jezuïet afkomstig uit de Provence. Het idee om ooit naar het Heilig Land te trekken, leefde verder bij hen en Ignatius. Paulus III beloofde fondsen.
Na een prediking op de markt van Padua werd Hoces ziek; hij stierf diezelfde nacht, bijgestaan door Jean Codure (1538). Diezelfde avond had Ignatius van Loyola een visioen in Monte Cassino. Hij zag de ziel van Hoces opstijgen naar de hemel. Dit thema is terug te vinden in een gravure van Hieronymus Wierix uit de Nederlanden: Ignatius van Loyola heeft een visioen van de tenhemelopneming van Diego Hoces. Er is een exemplaar in het Rijksmuseum in Amsterdam en in het British Museum in Londen.